# Catedral de São Carlos
A Catedral de São Carlos ou Catedral São Carlos Borromeu está localizada na Praça Dom José Marcondes Homem de Melo, em São Carlos (São Paulo). O prédio é considerado o marco zero da cidade. Com uma cúpula com mais de 70 metros de altura e 30 metros de diâmetro, é uma réplica arquitetônica da Basílica de São Pedro no Vaticano.

## História
A primeira capela, em madeira, foi erguida durante o ano de 1856, antes mesmo da autorização escrita do bispo Dom Antônio Joaquim de Melo (a qual chegou somente em 4 de fevereiro de 1857). Certamente os construtores já contavam a autorização oral do bispo, pois naquele tempo a correspondência era muito demorada. Era uma construção bem rústica, constituída principalmente de madeira. Foi consagrada a São Carlos Borromeu por ser o santo de devoção da família Arruda Botelho, dona das terras onde a capela estava sendo construída. A família viria fundar a cidade de São Carlos em 4 de novembro de 1857, doando parte de suas terras (incluindo a capela) para tal feito.
No dia 27 de dezembro de 1857, o padre Joaquim Cipriano de Camargo (que era vigário de Araraquara) inaugurou a capela de São Carlos, celebrando a primeira missa.
Aos 2 de fevereiro de 1858, o Bispo de São Paulo, Dom Antônio Joaquim de Melo, elevou a Capela à categoria de Paróquia de São Carlos. Devido à precariedade do templo, o pároco (padre Joaquim Botelho da Fonseca) foi enviado somente dois anos depois.
Em 1868 foi realizada a primeira reforma do templo, e contou com a ajuda da Câmara Municipal, além da participação de Aurelio Civatti. Foi edificado de modo a abranger em seu recinto a capela primitiva, que foi sendo desmanchada à medida que ia sendo erguida a nova.
Em 1873, um novo templo, ainda de madeira, substituiu a primeira capela.
Uma visita do imperador Dom Pedro II a São Carlos, em 1886, motivou a reforma da pequena matriz, agora em tijolos. Também ergueu-se uma torre, cuja cúpula era arredondada e na qual, em 21/03/1910, foi inaugurado um relógio, produzido pela fábrica de Relógios Michelini. Em 1918, uma reforma na fachada alteraria também a torre, que passaria a ser de base quadrada, encimada por pirâmide oitavada.
Com a criação da Diocese de São Carlos em 7 de junho de 1908, a matriz de São Carlos foi elevada à categoria de Catedral.
Durante o episcopado de Dom Gastão, segundo bispo da diocese de São Carlos, que durou de 1937 a 1945, iniciaram-se as discussões sobre uma grande reforma da catedral. Dom Gastão desejava construir uma nova catedral, em um local diferente (onde hoje se encontra a Praça da XV), mantendo a antiga catedral intacta. Porém, a população são-carlense queria que a nova catedral fosse levantada no mesmo local da antiga. O problema só foi resolvido  em 1946, durante o episcopado de Dom Ruy Serra. O novo bispo decidiu conservar a catedral no mesmo lugar, e no dia 4 de novembro de 1946 deu a bênção à pedra fundamental da nova catedral.

## A nova catedral
Em 13 de novembro de 1948, foi assinada em Roma a autorização da demolição da Catedral velha e que permitia o uso da capela do Seminário Diocesano de São Carlos como catedral provisória.
A catedral está construída no local onde se ergueu a primeira capela, entre as ruas Conde do Pinhal e Treze de Maio, na área central. O projeto foi realizado pelo engenheiro Emanuel Gianni, com maquete do professor Ernfrid Frick e projeto estrutural do engenheiro Lafael Petroni. Conta com vitrais de Lorenz Heilmair, os altares são em mármore carrara e a Via Sacra foi executada pela artista local Almira Ragonesi Bruno. A imagem de São Carlos Borromeu, da época de fundação da cidade, com a cabeça e mãos esculpidas em madeira, está na Catedral.
A nova Catedral começou a ser erguida em volta da antiga. As obras de construção começaram em 4 de novembro de 1946, enquanto a demolição da antiga catedral se deu em 9 de julho de 1949. O antigo relógio foi desmontado e doado à Paróquia Santo Antônio de Pádua (São Carlos) em 1955, onde permanece até hoje.
A nova Catedral de São Carlos foi sendo inaugurada em partes. Em 4 de novembro de 1956 a nova Catedral foi aberta ao culto público, mesmo inacabada. As missas eram celebradas no salão térreo, enquanto a nave principal ainda estava em construção.
A inauguração da capela-mor deu-se no dia 4 de abril de 1962, um Domingo de Ramos, por Dom Ruy Serra. Este dia também foi marcado por nele ter sido realizada a primeira missa  versus populum (de frente para o povo) em São Carlos, de acordo com as novas normas litúrgicas do Concílio Vaticano II. As missas até então eram celebradas versus Deum (com o padre voltado a Deus, de costas para o povo).
O piso de toda a igreja foi colocado em 1963 (1700 m² de arenito polido). O altar-mor foi sagrado no dia 27 de maio de 1965; o altar do Santíssimo Sacramento foi sagrado no dia 20 de julho do mesmo ano; os 200 bancos foram inaugurados em 1969.
Finalmente, no dia 8 de dezembro de 1970, foi solenemente sagrada a catedral de São Carlos. O ato litúrgico foi presidido por Dom Ruy Serra e por Dom José de Aquino Pereira, bispo de São José do Rio Preto.

## Curiosidades
- No dia 5 de novembro de 2006, foi inaugurada a nova iluminação exterior da Catedral, com mais de 270 pontos de luz, dando mais vida à catedral, e transformando-a em uma bela atração turística agora também à noite. É possível contemplar o novo visual da catedral até mesmo da rodovia Washington Luís, que passa por São Carlos.
- Há uma série de edifícios vizinhos da Catedral que são bastante representativos da arquitetura e da história do município de São Carlos: Palacete Conde do Pinhal, a Farmácia Natureza, o prédio dos Correios, a Biblioteca Municipal, o Fórum etc. [12]
- Desde dezembro de 2008, a Catedral integra o Circuito Turístico Religioso "Caminho da Fé".[13]
- Em 2012, a população local elegeu a catedral como uma das Sete Maravilhas da Cidade.[12]

## Galeria

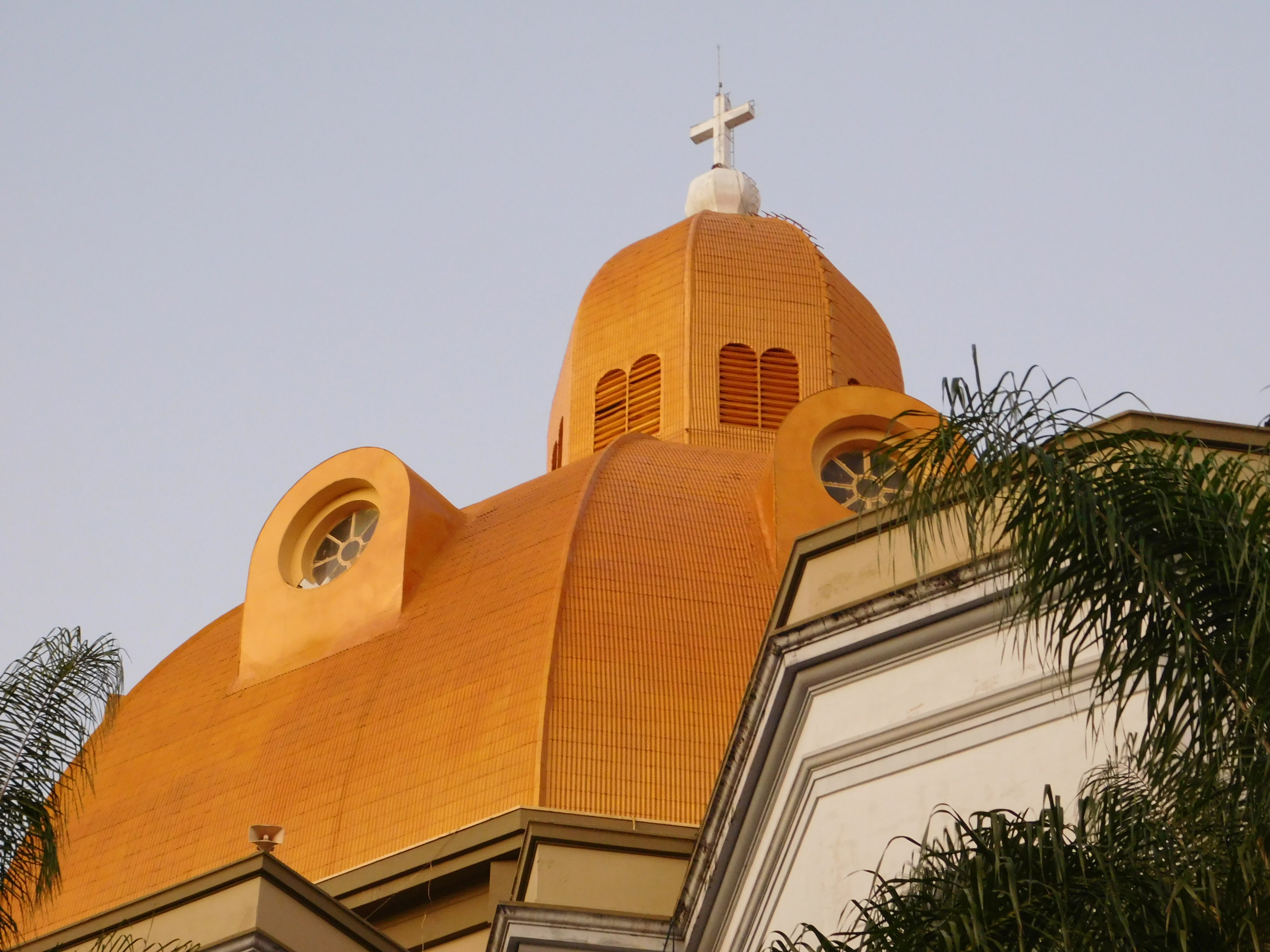
Vista da cúpula
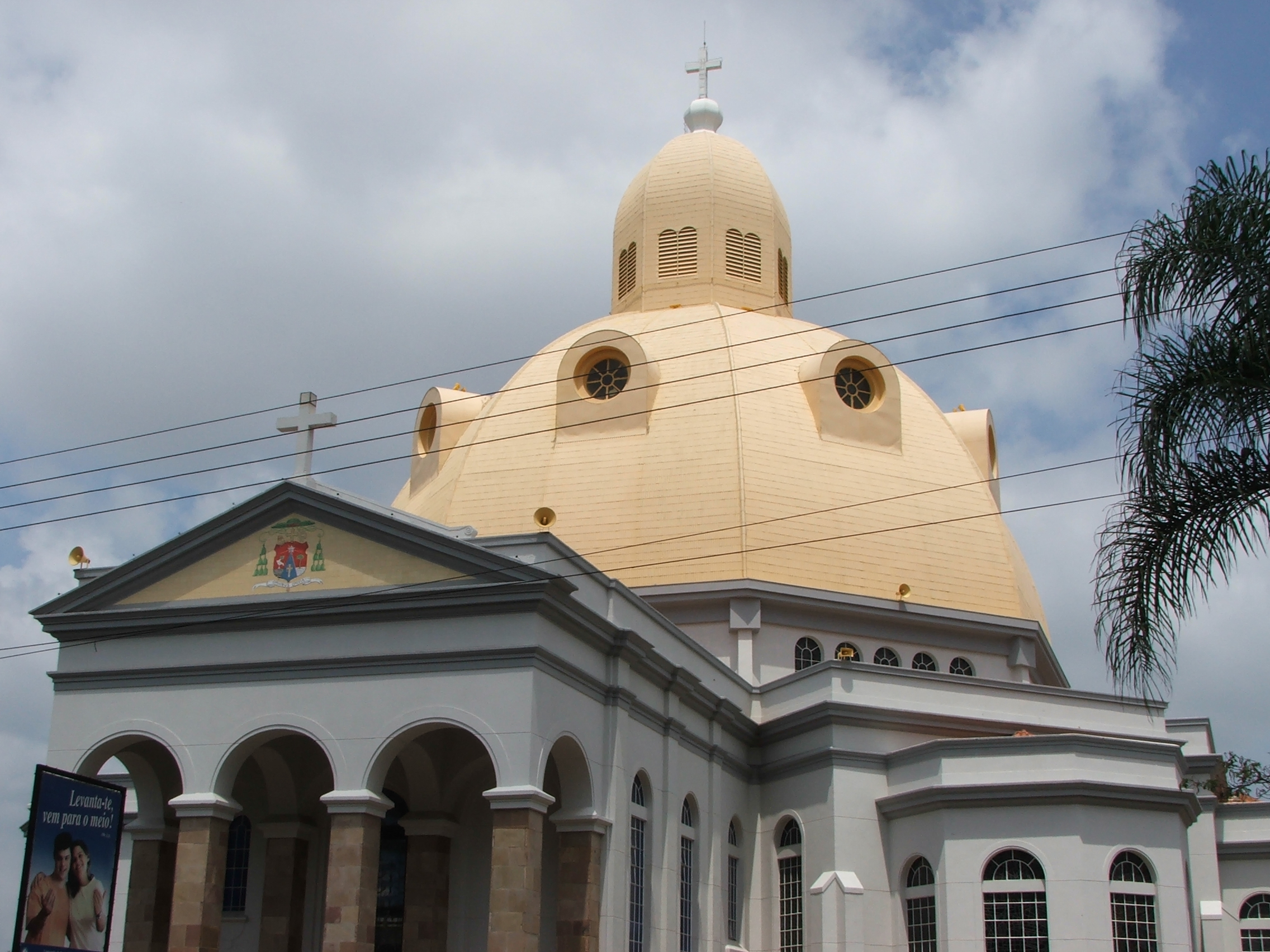
Fachada alta
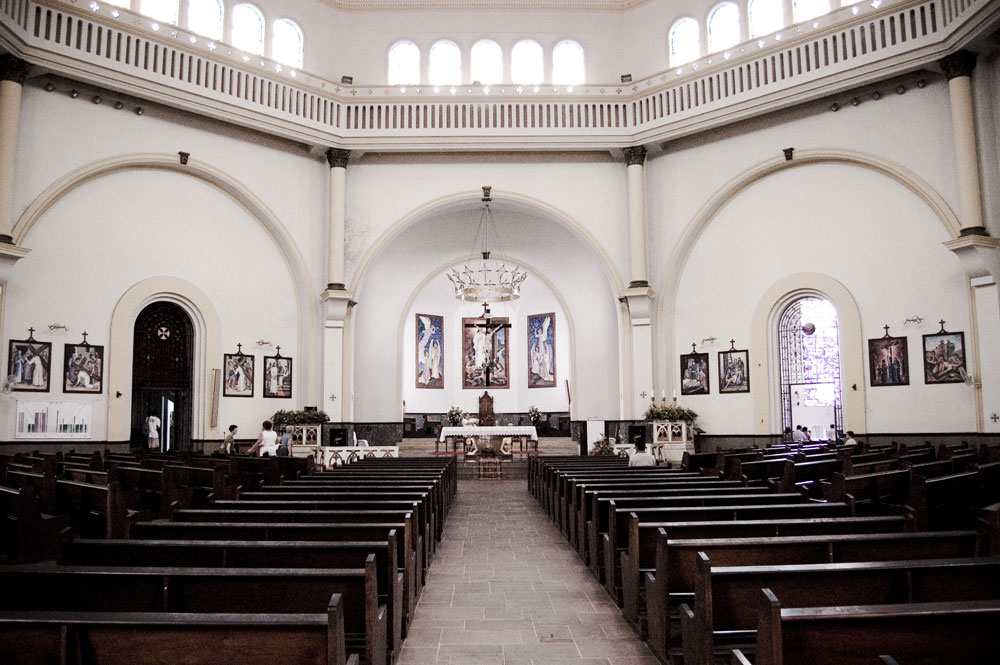
Altar-mór ao centro
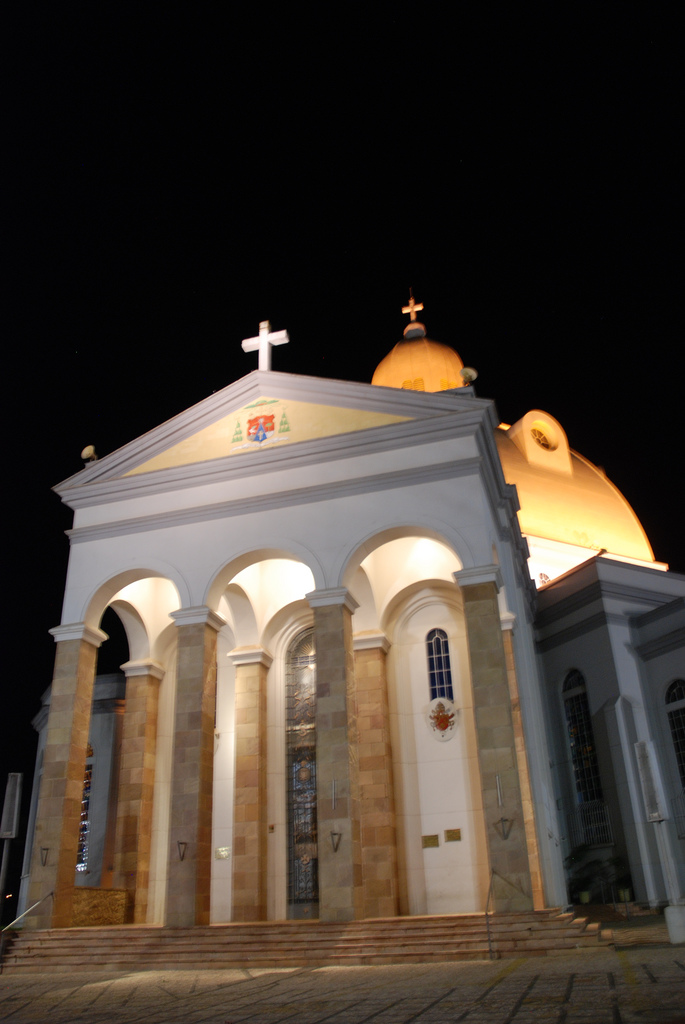
Ao pé do portal
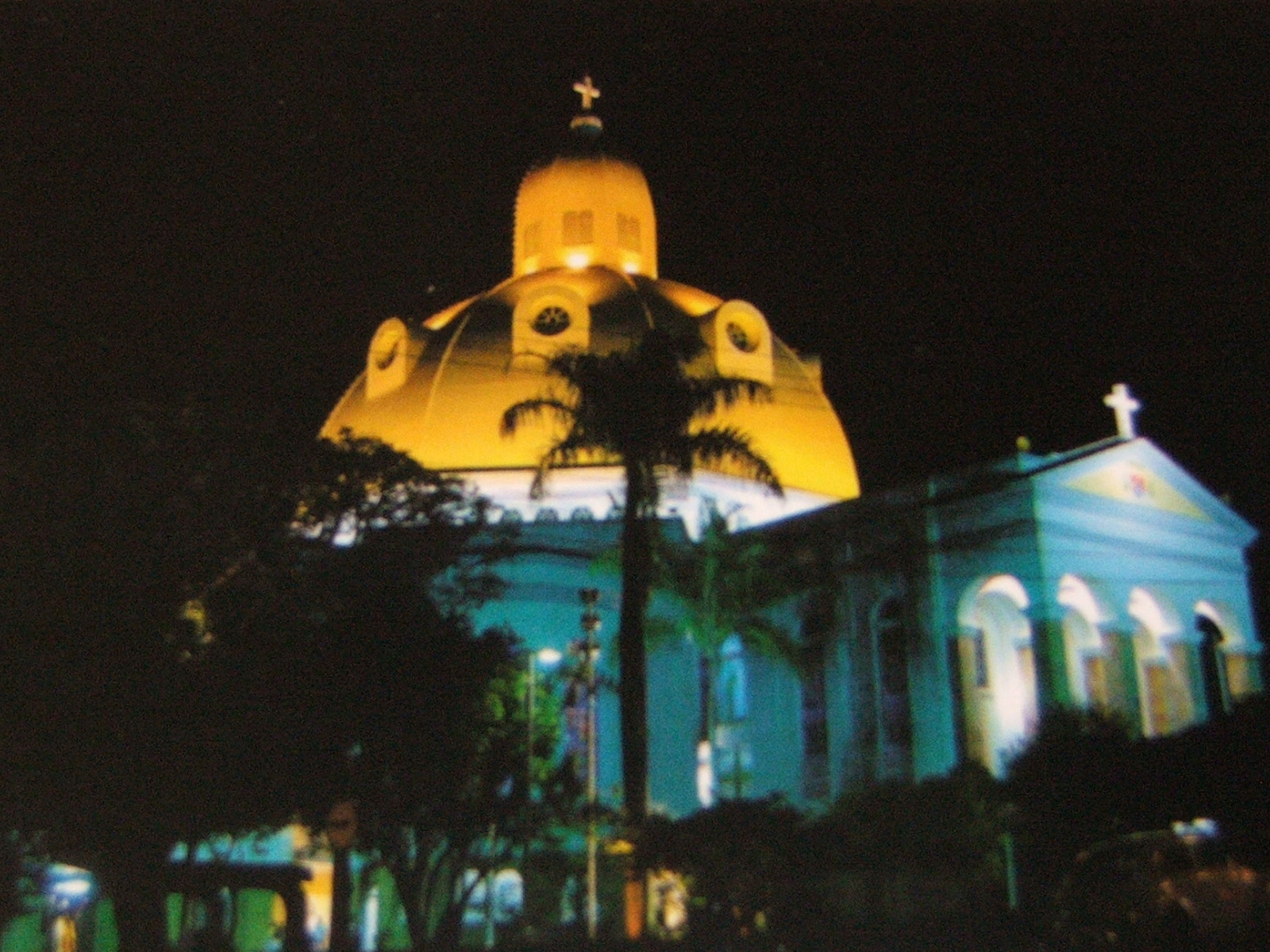
Vista noturna
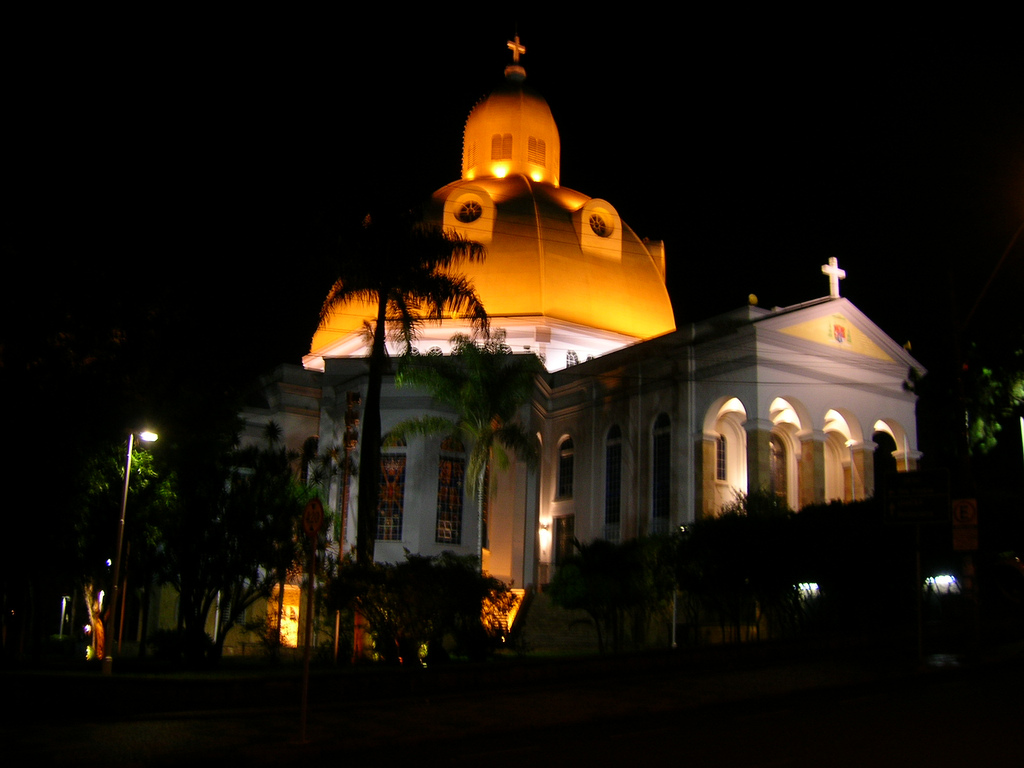
Vista noturna da lateral
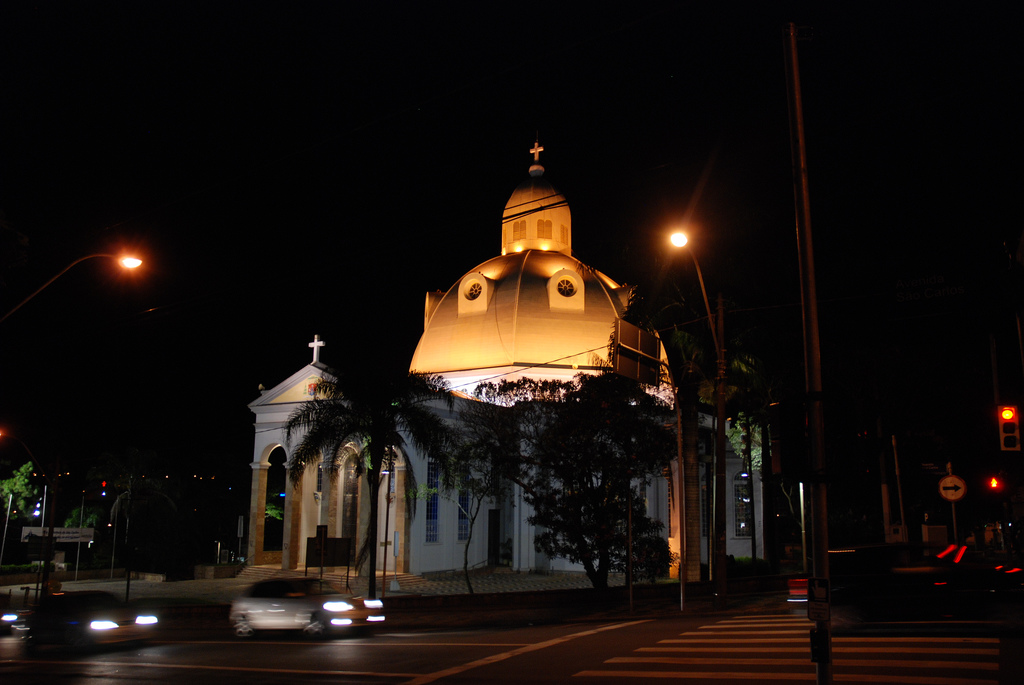
Fachada da Catedral
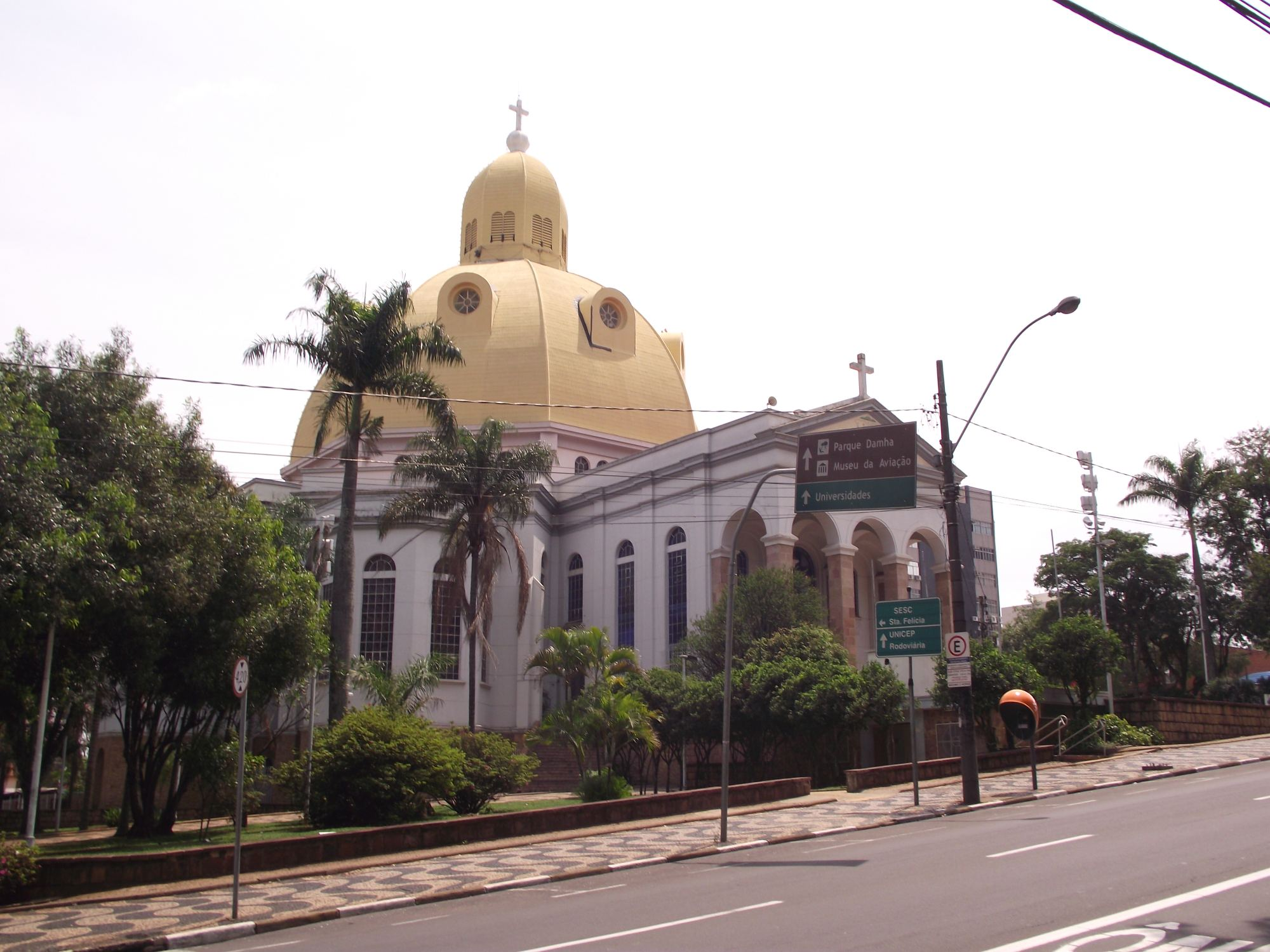
Vista lateral frontal
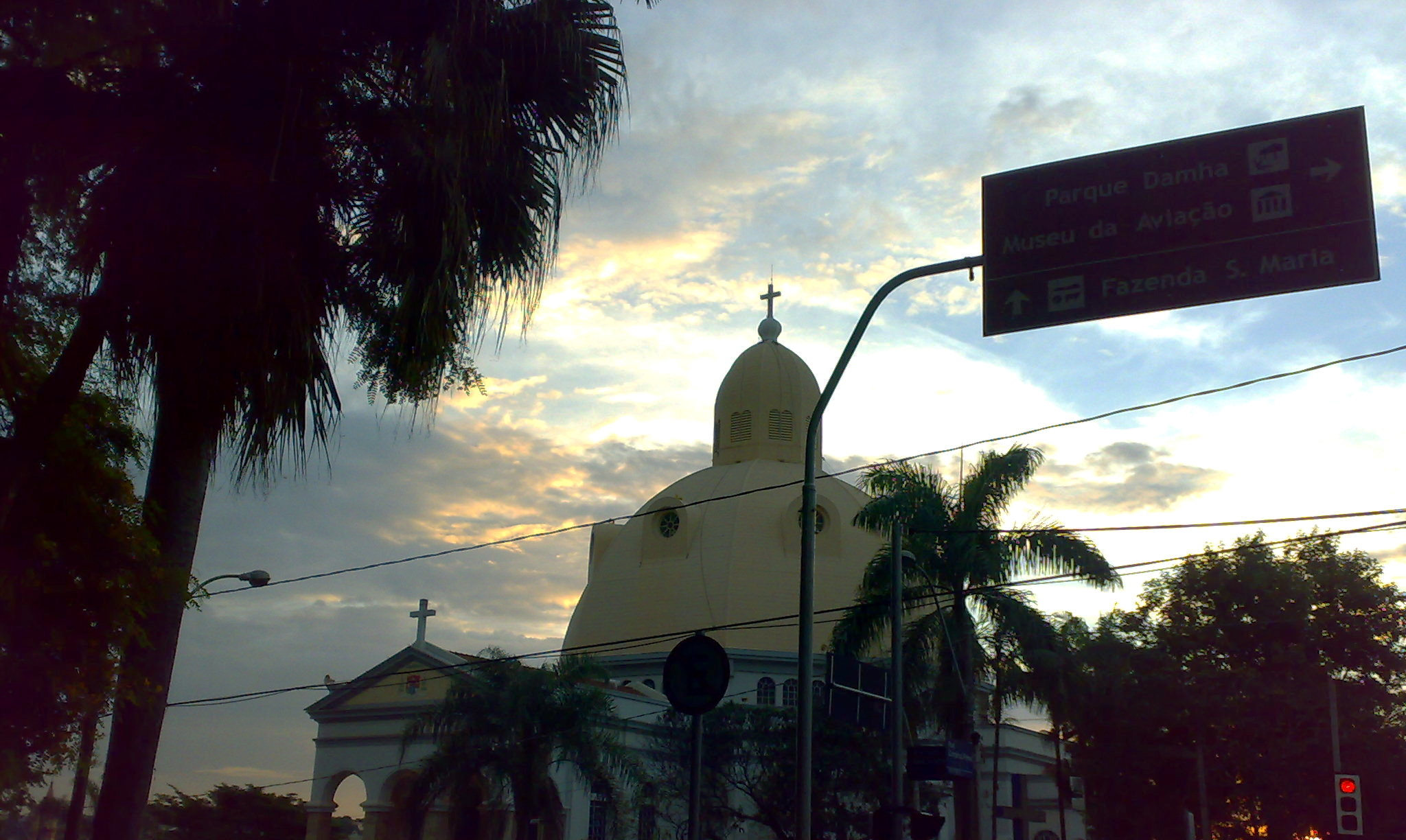
Catedral ao crepúsculo